# Intendencia de San Luis Potosí
La Intendencia de San Luis Potosí o Corregimiento-Intendencia de San Luis Potosí, fue una de las 12 intendencias en las que se dividió el virreinato de Nueva España por mandato de la Real Ordenanza para el establecimiento e instrucción de intendentes de ejército y provincia en el reino de la Nueva España, promulgada en Madrid en 1786, durante el gobierno del rey Carlos III como parte de las reformas borbónicas. Su capital fue la ciudad de San Luis Potosí.
Se trató de una de las dos «intendencias compuestas» que existieron en el virreinato (junto a la Intendencia de Mérida), pues además de su territorio provincial tenían a su cargo otros territorios con gobernadores independientes, pero subdelegados al intendente en el ramo de hacienda. Estos territorios fueron:
- Gobernación de Nuevo León
- Gobernación de la colonia de Nuevo Santander
- Gobernación de Coahuila
- Gobernación de Texas

Militarmente pertenecía a las llamadas Provincias Internas de Oriente.
Su territorio correspondía a los actuales estados mexicanos de San Luis Potosí, Nuevo León, Tamaulipas, las partes sur y este de Coahuila, y aproximadamente la región sureste de Texas y una pequeña parte del oeste de Luisiana, en los Estados Unidos.

### Organización territorial
La intendencia de San Luis Potosí se conformaba de las siguientes jurisdicciones: 
- San Luis Potosí
- Rioverde
- Santa María del Río
- Valle de San Francisco (en 1792 unido a Santa María del Río)
- Guadalcázar
- Valles
- Venado
- Salinas
- Charcas
- Catorze (partido de Charcas durante partes de la década de 1790)

Las siguientes solo dependían de la intendencia en el ramo de hacienda:
- Colonia de Nuevo Santander
- Nuevo Reino de León
- Coahuila (desde 1790)
- Parras (de la intendencia de Durango; se agrega  al gobierno de Coahuila en lo político, pero como subdelegación inmediatamente sujeta a intendencia de San Luis Potosí. Desde 1790)
- Saltillo, separado de Parras (desde 1803)
- Texas (desde 1790)